# アルティキ
アルティキ(Aloo tikki)は、インド亜大陸発祥のスナックである。インド、パキスタン、バングラデシュにおいて、茹でたジャガイモ、エンドウマメと様々なカレー用スパイスから作る。ヒンドゥスターニー語で、Alooはジャガイモ、tikkiは小さなカツレツまたはクロケットを意味する。w:Sooth (chutney)、タマリンド、コリアンダーとミントのソースを添えて、温かいまま提供される。ダヒ（ヨーグルト）やヒヨコマメが添えられることもある。
ベジタリアン料理であり、インド版のハッシュドポテトとも言える。

## バリエーション
インド人が世界中に広く分布しているため、この料理にも多くのバリエーションがある。
ムンバイでは、スパイシーなカレーや様々なチャツネとともに提供されるものが人気がある。これはラグダ・パティチェと呼ばれ、町じゅうのチャットの露店や特にチョウパティービーチで販売されている。この地域のアルティキは、ターメリック等の地元で育つスパイスを主に用いるが、バンガロールではコリアンダーをより多く用いる。
イギリスでは、様々なデリカテッセンのカウンターで野菜のアルティキが販売されている。
北インドのダバやカフェ形式の食堂では、パンでアルティキを挟んだサンドイッチを提供している。